# Абденов, Серик Сакбалдиевич
Серик Сакбалдиевич Абденов (каз. Серік Сақболдаұлы Әбденов; род. 15 января 1977, Каркаралинск, Карагандинская область, Казахская ССР, СССР) — казахстанский политический деятель, министр труда и социальной защиты населения Республики Казахстан с сентября 2012 по июнь 2013 года.

## Биография
Семейное положение, родственные связи:
- Жена: Абденова Карлыгаш Алимовна (1976 г. р.)
- Дети: дочери — Абденова Аруна Сериковна (2000 г. р.), Абденова Адина Сериковна (2005 г. р.)

Должности:
- Главный специалист управления регистрации нормативных правовых актов Министерства юстиции Республики Казахстан (07.1998-03.2000).
- Начальник отдела юридической экспертизы, начальник управления контроля и документооборота, заместитель руководителя аппарата Министерстве иностранных дел Республики Казахстан (03.2000-09.2003).
- Заместитель директора ТОО «Global Billing Systems» (10.2003-03.2004).
- Консультант-советник директора ТОО «УПТК-ЦС» (03.2004-10.2004).
- Заместитель директора Департамента, директор Департамента занятости населения и государственного контроля за соблюдением законодательства о труде и охране труда МТСЗН РК (10.2004-11.2007);
- Вице-министр труда и социальной защиты населения Республики Казахстан (17.11.2007-11.03.2009);
- Заместитель акима Восточно-Казахстанской области (с 03.2009);
- Первый заместитель акима Восточно-Казахстанской области (11.2009-09.2012);
- Министр труда и социальной защиты населения РК (09.2012 — 06.2013). Освобождён от должности Указом Президента Республики Казахстан от 10 июня 2013 года.
- Советник председателя правления, управляющий директор Национальной компании «КазМунайГаз» (с 2013 г.);
- Вице-президент АО НК «КазМунайГаз» (с 2016 г.).
- Член совета директоров компании «Разведка Добыча «КазМунайГаз» (с декабря 2016 г.).

Образование, специальность (квалификация), лицензии:
- Казахский институт правоведения и международных отношений (1994—1998), квалификация: «Юрист», специальность: «Правоведение».
- Карагандинский экономический университет Казпотребсоюза (2000—2004), экономист.

## Награды
- Орден Парасат (2009)[1].
- Почётная грамота МТСЗН РК.
- Юбилейная медаль «Қазақстан Республикасы Парламентіне 10 жыл».

## Факты
- 5 декабря 2009 г. помощник Серика Абденова, выбросился из окна туалета после кабинета своего начальника[2].
- 26 апреля 2013 года на пресс-конференции был закидан яйцами[3][4]. Кидавший яйца Андрей Цуканов был посажен на 7 суток[5].
- Абденов имеет зарплату в 600 тысяч тенге в месяц по состоянию на апрель 2013 года[6].
- В 2013 году его фраза «Потому что, потому что» стала интернет-мемом «Патамушта, патамушта» в казахстанском интернете[7][8].